# Ворчаны
Ворчаны — поселок в Стародубском муниципальном округе Брянской области.

## География
Находится в западной части Брянской области на расстоянии приблизительно 7 км на восток-юго-восток по прямой от районного центра города Стародуб.

## История
На карте 1941 года показан под названием Кичеты. До 2020 года входил в состав Десятуховского сельского поселения Стародубского района до их упразднения.

## Население
Численность населения: 15 человек в 2002 году (русские 100 %), 9 в 2010.